# Thể thao dưới nước tại Đại hội Thể thao Đông Nam Á 1981
Thể thao dưới nước tại Đại hội Thể thao Đông Nam Á năm 1981 được tổ chức tại thành phố Manila, Philippines từ ngày 10 đến 13 tháng 12 năm 1981, trong khuôn khổ kỳ SEA Games lần thứ 11. Các nội dung tranh tài bao gồm bơi lội, nhảy cầu và bóng nước, với sự góp mặt của các vận động viên đến từ nhiều quốc gia Đông Nam Á.
Ở bộ môn bơi lội, các VĐV nam và nữ tranh tài ở hàng loạt nội dung cá nhân và tiếp sức như: 100m, 200m, 400m tự do; 100m, 200m bướm, ếch, ngửa; 200m và 400m hỗn hợp cá nhân; tiếp sức 4×100m và 4×200m.
Nhảy cầu được tổ chức với hai nội dung chính cho cả nam và nữ: cầu mềm 3 mét (springboard) và cầu cứng 10 mét (platform). Trong khi đó, bóng nước nam thi đấu theo thể thức vòng tròn để xác định đội giành huy chương.
Indonesia, Singapore và chủ nhà Philippines là những đoàn mạnh ở các nội dung thể thao dưới nước tại kỳ đại hội này. Trong đó, đoàn Indonesia chiếm vị trí nhất toàn đoàn với 23 huy chương vàng.

## Tóm tắt kết quả

### Bơi lội
Nội dung của nam
| Nội dung                 | Vàng              | Vàng     | Bạc                 | Bạc      | Đồng                | Đồng     |
| ------------------------ | ----------------- | -------- | ------------------- | -------- | ------------------- | -------- |
| 100 m tự do              | Lukman Niode      | 54.40    | Gerald Item         | 54.80    | Tay Khoon Hean      | 55.56    |
| 200 m tự do              | William Wilson    | 1:58.17  | Lukman Niode        | 1:58.31  | Gerald Item         | 2:00.28  |
| 400 m tự do              | William Wilson    | 4:11.68  | Soo Tho Kok Mun     | 4:24.28  | Vicente Cheng       | 4:24.65  |
| 1500 m tự do             | William Wilson    | 16:41.84 | Soo Tho Kok Mun     | 17:16.30 | F. A. Goesarso      | 17:36.84 |
|                          |                   |          |                     |          |                     |          |
| 100 m bơi ngửa           | Lukman Niode      | 1:01.13  | Richard Luna        | 1:04.05  | David Lim Fong Jock | 1:04.32  |
| 200 m bơi ngửa           | Lukman Niode      | 2:15.82  | David Lim Fong Jock | 2:20.41  | Richard Luna        | 2:22.78  |
|                          |                   |          |                     |          |                     |          |
| 100 m bơi ếch            | Jairulla Jaitulla | 1:09.12  | Tjatur Sugiarto     | 1:10.36  | Francisco Guanco    | 1:10.62  |
| 200 m bơi ếch            | Tjatur Sugiarto   | 2:31.90  | Francisco Guanco    | 2:32.06  | Jairulla Jaitulla   | 2:32.49  |
|                          |                   |          |                     |          |                     |          |
| 100 m bơi bướm           | John Item         | 1:00.54  | Renato Padronia     | 1:00.85  | Gerald Item         | 1:00.90  |
| 200 m bơi bướm           | John Item         | 2:10.39  | William Wilson      | 2:11.07  | Gerald Item         | 2:11.20  |
|                          |                   |          |                     |          |                     |          |
| 200 m hỗn hợp cá nhân    | Gerald Item       | 2:15.39  | Jairulla Jaitulla   | 2:15.72  | Lukman Niode        | 2:15.82  |
| 400 m hỗn hợp cá nhân    | Gerald Item       | 4:47.76  | John Item           | 4:50.60  | William Wilson      | 4:50.80  |
|                          |                   |          |                     |          |                     |          |
| 4 × 100 m tiếp sức tự do | Indonesia         | 3:41.46  | Singapore           | 3:44.46  | Philippines         | 3:46.81  |
| 4 × 200 m tiếp sức tự do | Indonesia         | 8:11.56  | Philippines         | 8:23.23  | Singapore           | 8:23.64  |
| 4 × 100 m medley relay   | Indonesia         | 4:06.47  | Philippines         | 4:10.26  | Singapore           | 4:12.26  |

Nội dung của nữ
| Nội dung                   | Vàng                | Vàng          | Bạc                  | Bạc     | Đồng                 | Đồng    |
| -------------------------- | ------------------- | ------------- | -------------------- | ------- | -------------------- | ------- |
| 100 m tự do                | Helen Chow Hiew Kee | 1:01.53       | Nanik Juliati        | 1:02.99 | Christine Jacob      | 1:03.71 |
| 200 m tự do                | Junie Sng           | 2:10.09       | Elfira Rosa Nasution | 2:17.87 | Katerina Ong         | 2:18.71 |
| 400 m tự do                | Junie Sng           | 4:31.99       | Katerina Ong         | 4:40.91 | Elfira Rosa Nasution | 4:45.54 |
| 800 m tự do                | Junie Sng           | 9:00.21 (rec) | Katerina Ong         | 9:26.11 | Elfira Rosa Nasution | 9:49.79 |
|                            |                     |               |                      |         |                      |         |
| 100 m bơi ngửa             | Helen Chow Hiew Kee | 1:09.92       | Nanik Juliati        | 1:12.10 | Kwek Leng            | 1:12.12 |
| 200 m bơi ngửa             | Nanik Juliati       | 2:31.77       | Kwek Leng            | 2:32.27 | Pauline Wiwie        | 2:36.04 |
|                            |                     |               |                      |         |                      |         |
| 100 m bơi ếch              | Nanik Juliati       | 1:18.95       | Helen Chow Hiew Kee  | 1:19.37 | Sari Yulianti Saad   | 1:20.21 |
| 200 m bơi ếch              | Nanik Juliati       | 2:52.20       | Sari Yulianti Saad   | 2:56.07 | Ma Lourdes Samson    | 2:56.46 |
|                            |                     |               |                      |         |                      |         |
| 100 m bơi bướm             | Junie Sng           | 1:05.82 (rec) | Helen Chow Hiew Kee  | 1:06.39 | Mavis Ee             | 1:08.20 |
| 200 m bơi bướm             | Junie Sng           | 2:21.20       | Nunung Selowati      | 2:25.20 | Mavis Ee             | 2:28.11 |
|                            |                     |               |                      |         |                      |         |
| 200 m hỗn hợp cá nhân      | Junie Sng           | 2:27.55       | Helen Chow Hiew Kee  | 2:28.27 | Nanik Juliati        | 2:37.55 |
| 400 m hỗn hợp cá nhân      | Junie Sng           | 5:05.70 (rec) | Helen Chow Hiew Kee  | 5:11.58 | Mavis Eu             | 5:34.42 |
|                            |                     |               |                      |         |                      |         |
| 4 × 100 m tiếp sức tự do   | Indonesia           | 4:15.80       | Singapore            | 4:18.95 | Philippines          | 4:21.06 |
| 4 × 100 m tiếp sức hỗn hợp | Indonesia           | 4:44.38       | Singapore            | 4:50.06 | Philippines          | 4:52.98 |

### Nhảy cầu
| Nội dung          | Vàng               | Vàng   | Bạc                  | Bạc    | Đồng                              | Đồng   |
| ----------------- | ------------------ | ------ | -------------------- | ------ | --------------------------------- | ------ |
| Cầu mềm 3 mét nam | Kristendy Permana  | 520.25 | Sangwal Foungdee     | 500.25 | Taufan Djawahir                   | 493.35 |
| Cầu mềm nam       | Kristendy Permana  | 490.85 | Sangwal Foungdee     | 454.70 | Haryo Ramayana                    | 398.45 |
| Nam               | Eko Setiawan Lulus | 506.15 | Somchai Ongkasing    | 474.15 | Teo Cheng Kiat                    | 426.20 |
| Cầu cứng nam      | Somchai Ongkasing  | 453.55 | Eko Setyawan Loeloes | 440.65 | Richard Tham                      | 415.60 |
|                   |                    |        |                      |        |                                   |        |
| Cầu mềm nữ        | Siani Ningsih      | 373.00 | Lusiana Ambarwati    | 331.50 | Annisa Tai                        | 322.00 |
| Cầu mềm 3 mét nứ  | Siani Ningsih      | 416.25 | Lusiana Ambarwati    | 407.70 | Annisa Tai                        | 253.05 |
| Nữ                | Siani Ningsih      | 321.70 | Annisa Tai           | 256.50 | Harli Ramayani                    | 193.75 |
| Cầu cứng nữ       | Siani Ningsih      | 308.80 | Dwi Mariastuti       | 294.26 | Không có (chỉ có 2 VĐV tranh tài) |        |

### Bóng nước
| Nội dung     | Vàng      | Bạc       | Đồng     |
| ------------ | --------- | --------- | -------- |
| Đồng đội nam | Singapore | Indonesia | Malaysia |

## Bảng huy chương
| Hạng               | Đoàn               | Vàng | Bạc | Đồng | Tổng số |
| ------------------ | ------------------ | ---- | --- | ---- | ------- |
| 1                  | Indonesia (INA)    | 23   | 14  | 13   | 50      |
| 2                  | Singapore (SIN)    | 8    | 8   | 11   | 27      |
| 3                  | Philippines (PHI)  | 4    | 7   | 10   | 21      |
| 4                  | Malaysia (MAS)     | 2    | 6   | 3    | 11      |
| 5                  | Thái Lan (THA)     | 1    | 3   | 0    | 4       |
| Tổng số (5 đơn vị) | Tổng số (5 đơn vị) | 38   | 38  | 37   | 113     |